# 花吹雪 不夜恋
花吹雪 不夜恋（はなふぶき ふやのこい）は、真島茂樹による楽曲であり、デビューシングルとして、2005年7月21日にジェネオンエンタテインメントから発売された、同曲特典DVDとの2枚組仕様。
C/W曲には読売テレビ主催2005年夏のイベント「天保山10デイズわくわく宝島」のテーマソング「宝島伝説 ～ワクワク愛の伝道師～」を収録。

## 収録曲
1. 花吹雪 不夜恋（2：49）[2]
作詞：荒木とよひさ
作曲・編曲：甲斐正人
2. 宝島伝説 ～ワクワク愛の伝道師～（4：06）[2]
作詞：BANANA ICE
作曲：林田健司
編曲：佐孝康夫
3. 花吹雪 不夜恋（オリジナルカラオケ）（2：48）[2]
4. 宝島伝説 ～ワクワク愛の伝道師～（オリジナルカラオケ）（4：06）[2]